# Moederkerk (Stellenbosch)

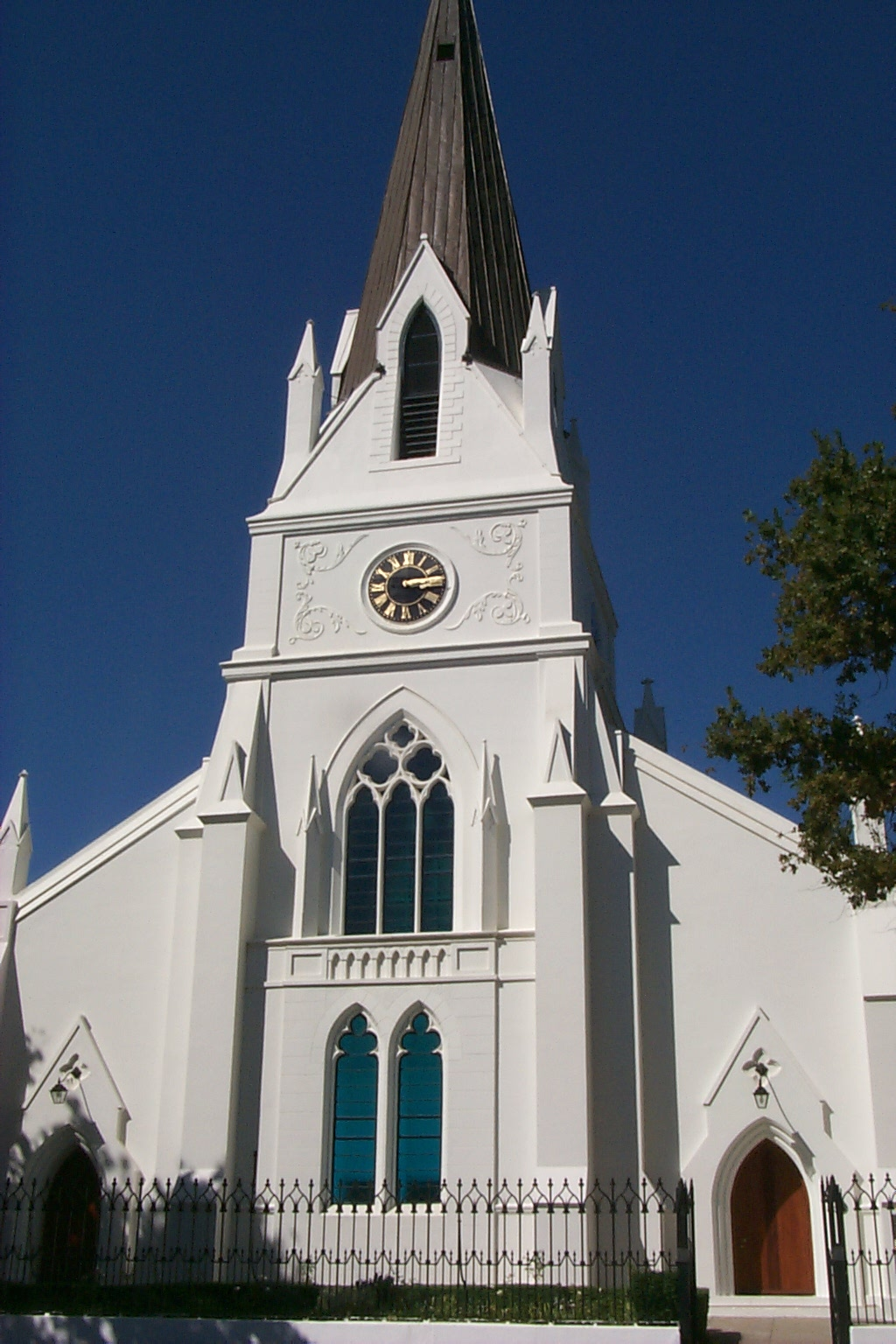
Moederkerk

Die niederländisch-reformierte Moederkerk ist die älteste Kirche der südafrikanischen Stadt Stellenbosch. Mit dem Bau der Kirche wurde 1719 begonnen. Die Weihe fand um das Jahr 1723 statt. 
Nachdem die erste Kirche der Stadt 1710 bei einem Brand zerstört wurde, entschlossen sich die Bürger von Stellenbosch im Jahr 1717 zu einem Neubau im östlichen Stadtzentrum. Auf kreuzförmigem Grundriss entstand ursprünglich ein einfaches, noch mit einem Strohdach versehenes Gotteshaus. 1807 wurde dem Bau eine Sakristei angefügt, und 1814 erhielt sie einen klassizistischen Giebel.
Zwischen 1862 und 1865 wurde die Kirche nach Plänen des deutschen Architekten Carl Otto Hager im neugotischen Stil umgebaut. Er schuf auch den charakteristischen Spitzturm. Mit ihrer strahlend weißen Fassade gilt der Bau als typisch für die Kolonialarchitektur des Westkaps.